# Ifjú Bosznia
Az Ifjú Bosznia (Mlada Bosna, Млада Босна) politikai-forradalmi-nemzeti ifjúsági szervezet, amely a Fekete Kéz (Crna Ruka), szerbiai titkos szervezet segítségével szervezte meg a trónörökös Ferenc Ferdinánd elleni merényletet, amire Szarajevóban került sor, 1914. június 28-án. A merényletben Chotek Zsófia, a trónörökös felesége is életét vesztette. A szarajevói merénylet lett az egyik kiváltó oka az első világháborúnak.

## Az Ifjú Bosznia története
A 20. század elejére tehetők a gyökerei, 1904 körül jött létre. Kezdetben nem formális szervezet volt. Ellenezte Bosznia-Hercegovina megszállását, majd annexióját 1908-ban. Működésének célja Bosznia-Hercegovina Szerbiához csatolása volt. Úgy vélte, hogy a szerbek a törökök megjelenése óta rabságban éltek. Megszállónak tekintette az Osztrák–Magyar Monarchiát is; tagjai készek voltak harcolni ellene, és a Szerbiával való egyesülésért. Céljuk „a szerb nép felszabadítása az idegen uralom alól”, nemzeti, szociális és kulturális értelemben is. 
1908 után, Bosznia-Hercegovina annexiójának következtében felélénkült tevékenysége. Tüntetéseket szervezett Szarajevóban, Mostarban, Tuzlán, Bаnjа Lukán és Trеbinjén. Osztrák és magyar zászlókat égettek, röplapokat terjesztettek. Feszült volt a viszonyuk a horvát nemzeti mozgalommal és a szerb üzletemberekkel is (ún. čаršiја), akik nem támogatták a szervezetet. A Szerbiában tanuló egyetemisták révén tartották a kapcsolatot Belgráddal. A balkán háborúkban sokan jelentkeztek önkéntesnek, és kapcsolatba kerültek egyes hadvezérekkel, például Vојislаv Tаnkоsićtyal és Vојin Pоpоvić-Vukkal. Egyes tagjai szoros együttműködésben voltak a Fekete Kéz szerbiai titkos szervezettel.
Több merényletet szerveztek magas rangú állami hivatalnokok ellen Horvátországban és Boszniában. A leghíresebb a szarajevói merénylet. Ez után a szervezet több tagját kivégezték, másokat pedig hosszú börtönbüntetésre ítéltek.

## Híresebb tagok
Az Ifjú Bosznia tagjai voltak Gavrilo Princip, Nedjeljko Čabrinović, Vaso Čubrilović, Trifko Grabež, Danilo Ilić, Muhamed Mehmedbašić és Cvjetko Popović, Bоgdаn Žеrајić, Bоrivоје Јеvtić, Јеzdimir Dаngić, Vеljkо Čubrilоvić i Vаsо Čubrilоvić, Ivо Krаnjčеvić, a Nobel-díjas Ivo Andrić, Dоbrоsаv Јеvđеvić ideológusuk Vladimir Gаćinоvić.

## A szarajevói merénylet
A trónörököst szállító autósort a Ćumurija hídon Muhamed Mehmedbašić és Nedjeljko Čabrinović várta kézigránáttal, de csak Čabrinović dobta el a sajátját, amely csak a kíséret néhány tagját sebesítette meg. A támadás után a küldöttség rövid ideig a szarajevói városházán  tartózkodott, majd folytatta tervezett útját. Amikor a trónörökös kocsija egy kanyarban lassított, Gavrilo Princip két pisztolylövéssel megölte a trónörököst és feleségét. (Az asszonyt a szervezet eredetileg nem akarta megölni.) 
Ez után Princip és Čabrinović ciánkapszulát nyelt le, de az nem hatott, így élve fogták el őket. Vallatás közben nem árulták el társaikat. Később véletlenül fogták el Danilo Ilićet, akinek a vallomása alapján felgöngyölítették a teljes szervezetet. Csak Muhamed Mehmedbašićot nem fogták el. A tagok egy részét hosszú börtönbüntetésre, másokat halálra ítéltek.
Az Ifjú Bosznia merényletének hosszú távú következményei lettek, mert ennek ürügyén robbant ki az első világháború.
A történészek, attól függően, hogy milyen meggyőződésűek, hőstettnek vagy terrorista akciónak állítják be a merényletet.

## Az Ifjú Bosznia múzeum
A szarajevói merénylet helyén hozták létre, a Vid-napi hősök emlékére. A múzeum előtt emléktábla dicsőíti az önkényuralom elleni merényletet. Gavrilo Princip emléktábláját Vојо Dimitriјеvić szobrász készítette, a múzeum előtt Princip lábnyomát is megmintázták a járdán. 1992-ben megrongálták ezeket.